# Jehoschua Hankin

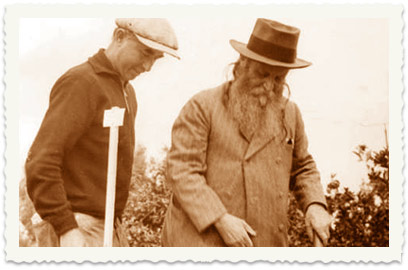
Jehoschua Hankin (rechts) beim Pflanzen eines Baums in der Jesreelebene (zwischen 1920 und 1930)

Jehoschua Hankin (hebräisch יְהוֹשֻׁעַ חַנְקִין Jəhōschuʿa Chankīn, kyrillisch Єхошуа Ханкін, in Sprachen ohne den Laut ch (IPA χ): Yehoshua Hankin, Josua Hankin, auch: Chenkin; * 1864 in Krementschuk, Ukraine; † 11. November 1945 in Tel Aviv) war ein zionistischer Pionier. Er war verantwortlich für die meisten und größten Landankäufe durch zionistische Organisationen in Palästina.

## Leben
1882 kam Jehoschua Hankin mit seinem Vater nach Palästina und gehörte dort zu den Gründern von Rischon LeZion. Seinen ersten größeren Landkauf tätigte er 1890, wo alsbald Rechovot gegründet wurde. Im nächsten Jahr kaufte er das Land für Chadera, dann tätigte er weitere Käufe für Siedlungen u. a. in Galiläa.
In Begleitung von Hankin reiste Chaim Weizmann im September 1907 drei Wochen durch Palästina und besichtigte jüdische Siedlungen. Im selben Jahr 1907 erließ die Hohe Pforte ein Landverkaufsverbot an Juden (selbst wenn diese osmanische Staatsbürger waren), das bis zur Revolution der Jungtürken 1908 in Kraft blieb.
1909 und dann wieder 1920 kaufte Hankin große Teile der Jesreelebene (Merchawia, Tel Josef, Nahalal etc.), nachdem er bereits seit 1897 darüber verhandelt hatte. 1915 wurde er als feindlicher Ausländer von der osmanischen Obrigkeit aus Palästina ausgewiesen, konnte aber 1918 zurückkehren. 1919/1920 erlebte Hankin die Angriffe von Beduinen auf jüdische Siedler in Obergaliläa und berichtete darüber. Bei der Wiederaufnahme der Landkäufe 1920 war Mosche Tschertok sein durch die Versammlung der Repräsentanten beauftragter Assistent. Während seines Lebens vermittelte Jehoschua Hankin den Erwerb von mehr als 600 000 Dunam (hier: 1 Dunam = 1000 m²) Land in Palästina.
Jehoschua Hankin starb in Tel Aviv und wurde am Berg Gilboa begraben.

## Familie
Jehoschua Hankin heiratete 1888 in Gedera Olga Belkind (1852–1943), die „wahrscheinlich die erste professionelle Hebamme“ in Palästina war. Ihre eigene Ehe mit Hankin blieb kinderlos. Olga war die Schwester von Israel Belkind.

## Ehrungen
1927 wurde der Moschav Kfar Jehoschua (כפר יהושע) in der Jesreelebene nach Jehoschua Hankin benannt. Außerdem tragen zahlreiche Straßen in Israel seinen Namen.